# O nastanku vrst
O nastanku vrst (s polnim naslovom O nastanku vrst z naravnim izborom ali ohranjanje boljših pasem v boju za obstanek/O nastanku vrst z delovanjem naravnega odbiranja ali ohranjanje prednostnih ras v boju za preživetje, v izvirniku angleško On the Origin of Species by Means of Natural Selection, or the Preservation of Favoured Races in the Struggle for Life) je knjiga znanstvenika Charlesa Darwina, ki je prvič izšla 24. novembra 1859. Gre za eno temeljnih del biologije in naravoslovja nasploh. V njej je avtor predstavil za tisti čas revolucionarno teorijo, da se populacije živih bitij spreminjajo skozi čas (evolucija) in se s postopnim kopičenjem sprememb, ki se dedujejo od staršev na potomce, preobražajo v skupine, ki jih lahko prepoznamo kot biološke vrste. Darwin je v knjigi navedel vrsto dokazov o tem, da se je raznolikost življenja razvila iz skupnega prednika z razvojnim razvejevanjem. Predstavil je dokaze, ki jih je zbral na ekspediciji Beagle v 1830. letih, ter svoje nadaljnje ugotovitve iz raziskav, dopisovanja in eksperimentov.
Do izdaje knjige so že bile predstavljene različne zamisli o evoluciji, da bi pojasnili nove izsledke na področju biologije. Podpora za tovrstne zamisli se je med oporečnimi anatomi in v splošni javnosti krepila, vendar je bila v prvi polovici 19. stoletja angleška znanstvena srenja tesno povezana z angleško cerkvijo, znanost pa je bila del naravne teologije. Zamisli o spremenljivosti vrst (transmutaciji) so bile sporne, saj so bile v nasprotju s prepričanjema, da so vrste nespremenljiv del ustvarjene hierarhije ter da so ljude edinstveni in niso povezani z drugimi živalmi. O političnih in teoloških posledicah zamisli o spremenljivosti vrst so intenzivno razpravljali, vendar jo je glavnina znanstvenikov zavračala kot neosnovano.
Knjiga O nastanku vrst je bila napisana za laike in je bila ob objavi deležna pozornosti širše javnosti. Ker je bil Darwin ugleden znanstvenik, so njegove izsledke vzeli resno in o predstavljenih dokazih razpravljali z znanstvenega, filozofskega in teološkega vidika. Razprava o knjigi je prispevala k prizadevanjem Thomasa Henryja Huxleyja in sočlanov kluba X, da bi s spodbujanjem znanstvenega naturalizma znanost sekularizirali. V dveh desetletjih se je med znanstveniki zamisel o evoluciji z razvejevanjem iz skupnega prednika široko uveljavila, vendar so znanstveniki začeli naravni selekciji priznavati pomen, ki se je zdel primeren Darwinu, le počasi. V obdobju mrka darvinizma od 1880. do 1930. let so večji pomen pripisovali raznim drugim mehanizmom evolucije. Z razvojem sodobne evolucijske sinteze v 1930. in 1940. letih je postalo Darwinovo pojmovanje evolucijskega prilagajanja z naravno selekcijo steber sodobnega razumevanja evolucije in je danes združujoči koncept ved o življenju.

## Povzetek Darwinove teorije
Teorija, predstavljena v Darwinovi knjigi, je osnovana na naslednjih opažanjih in izpeljavah iz njih:
1. Organizmi imajo mnogo več potomcev kot jih lahko preživi do odraslega obdobja.
2. Velikost populacije se v grobem ne spreminja.
3. Viri hrane so omejeni, vendar dokaj stabilni.
4. Posledica teh dejstev je boj za obstanek.
5. Pri organizmih, ki se razmnožujejo spolno, so si potomci različni med seboj.
6. Nekatere od razlik neposredno vplivajo na sposobnost preživetja osebka v danem okolju.
7. Večina razlik je dednih.
8. Osebki, ki so manj prilagojeni na svoje okolje, imajo manj možnosti za preživetje in razmnoževanje, medtem ko imajo bolj prilagojeni osebki večje možnosti za preživetje in razmnoževanje.
9. Osebki, ki preživijo, bodo verjetno zapustili svoje dedne lastnosti prihodnjim generacijam.
10. Posledica teh pojavov so populacije, ki se počasi prilagajajo svojemu okolju. Po mnogih generacijah iz njih nastanejo ločene oblike in iz teh vrste.

## Ozadje
Zamisel o postopnem spreminjanju živih bitij ni bila nova in zapisi o takšni ali drugačni evoluciji datirajo v preteklost do Aristotla. V srednjem veku je bila prevladujoča razlaga nastanka vrst biblična in bodisi simbolično, bodisi dobesedno povzemala Genezo. Veri v nespremenljivost Božjih kreacij so nasprotovala odkritja geologa Nicholasa Stena, ki je v 17. stoletju na podlagi razlik v fosilnih ostankih iz različnih geoloških plasti utemeljil stratigrafijo. Poskus približevanja verskih načel tem odkritjem je bila t. i. naravna teologija, ki je dopuščala možnost da se organizmi sčasoma nekoliko prilagajajo razmeram v okolju. Tak sistem je uporabil Linnaeus v svojem delu Systema Naturae, kjer je urejeno hierarhijo narave poskušal pojasniti s križanjem vrst.
Prvi znanstveno utemeljen poskus razlage je bil Lamarckov nauk o transformaciji v živem svetu leta 1809, ki je predvideval, da nove vrste nastajajo spontano, nato pa njihovi predstavniki s svojo aktivnostjo - uporabo oz. neuporabo narekujejo razvoj ali propad lastnih značilnosti. V Veliki Britaniji, kjer je vladala zaskrbljenost zaradi Francoske revolucije, so njegovo teorijo razumeli kot grožnjo »od Boga dani« družbeni ureditvi in namesto tega učili, da je kompleksnost živih bitij dokaz za načrt Stvarnika.
Darwin se je v času študija seznanil z vsemi glavnimi razlagami raznolikosti živega sveta. Pogosto se navaja, da je idejo o evoluciji dobil ob obisku Galapaškega otočja in preučevanju tamkajšnjih ščinkavcev (v resnici je šlo za predstavnike družine Mimidae), vendar je ta zorela ves čas njegovega potovanja z ladjo Beagle; ves čas potovanja je natančno zapisoval značilnosti in nahajališča mnogih skupin organizmov (tudi fosilnih) in med plovbo proti domu je prvič zapisal, da vrste mogoče le niso nekaj fiksnega.
Ob povratku v Anglijo se je seznanjal z idejami sodobnikov in pričel gojiti golobe ter opravljati poskuse z rastlinami v upanju da bo spoznal mehanizme spreminjanja in razširjanja živih bitij. Prve poskuse formuliranja teorije je pokazal geologu Charlesu Lyellu in prijatelju, botaniku Josephu Daltonu Hookerju. Njuni kritiki sta ga vzpodbudili, da je svoje zamisli predstavil bolj argumentirano in do julija 1842 je teorijo razširil v 230-stranski »esej«.
Leta 1855 je izšel članek Alfreda Russla Wallacea, do tedaj neznanega naravoslovca, ki je na Borneu preučeval vzorce geografske razširjenosti tedanjih in fosilnih vrst. V njem je zapisal, da je vzorec razširjenosti sorodnih vrst najlaže razložiti s pojavom nove vrste v neposredni bližini sorodne. Lyell je uvidel, koliko je Wallaceova razlaga podobna Darwinovi in pričel pritiskati na prijatelja naj čim prej objavi svoje delo, sicer bi lahko Wallace prevzel zasluge za odkritje. Darwin, razpet med željo po čim bolj popolnem opisu svoje teorije in nujnostjo čim hitrejše objave, se je še bolj posvetil delu. 18. junija 1858 pa je od Wallacea prejel 20-stranski esej z opisom mehanizma evolucije in prošnjo, naj ga posreduje Lyellu. Darwina je to povsem potrlo in v pismu Lyellu je napisal, da bo »seveda ponudil da pošlje rokopis kateri koli reviji«, ki bi jo Wallace izbral, in pikro dodal, da bo »vsa moja izvirnost, kolikor je pač je, uničena«. Lyell in Hooker sta namesto tega predlagala Darwinu in Wallaceu da predstavita svojo teorijo skupaj in 1. julija 1858 sta bila pred Linnejevim društvom v Londonu prebrana njuna članka s skupnim naslovom On the Tendency of Species to form Varieties; and on the Perpetuation of Varieties and Species by Natural Means of Selection.
Wallace je bil počaščen, da je njegovo delo vzpodbudilo Darwina, in mu prepustil glavno objavo. Darwin je takoj pričel pisati »izvleček« svojega Naravnega izbora in ga kljub bolezni dokončal do konca naslednjega leta, Lyell pa je prepričal založnika Johna Murrayja da po hitrem postopku izda rokopis in Darwinu izplača dve tretjini neto dobička od prodaje. Tako je 24. novembra 1859 v nakladi 1250 izvodov izšla knjiga On the Origin of Species by Means of Natural Selection, or the Preservation of Favoured Races in the Struggle for Life. Darwin ji je sprva hotel dati naslov An abstract of an Essay/on the/Origin/of/Species and Varieties/Through natural selection/ (»Izvleček eseja o nastanku vrst in varietet z naravnim izborom«), a ga je na prigovarjanje založnika spremenil.

## Odziv
Knjiga je takoj po izidu pritegnila veliko pozornosti znanstvene skupnosti in širše javnosti, saj je Darwinova teorija direktno nasprotovala takrat uveljavljenemu stališču, da je vse vrste živih bitij ustvaril Stvarnik, hkrati pa je bila napisana razumljivo tudi laičnemu bralcu in cenovno razmeroma dostopna. Tako je v sledečih letih sprožila burno javno razpravo o teoriji oz. njenemu nasprotovanju uradnim razlagam Biblije, predvsem pa implikaciji, da se je po enakem mehanizmu razvil tudi človek (čeprav v knjigi razvoj človeka ni posebej omenjen). Kljub zaničevanju, ki ga je bil Darwin deležen od konzervativnejšega dela javnosti, pa je sčasoma njegova teorija pridobila na veljavi. Za svoje trditve je namreč podal zelo dobre dokaze, pridobil pa je tudi podporo nekaterih vplivnih znanstvenikov tistega časa, med katerimi je bil najopaznejši Thomas Henry Huxley. Njegova slavna debata z anglikanskim škofom Samuelom Wilberforceom leta 1860 je prinesla ključen obrat v javnem sprejemanju teorije.
Darwin sam je bil ob izidu preveč bolehen in šibak da bi javno zagovarjal svoje delo, a se je kljub temu odzival na kritike in dopolnjeval knjigo. Za časa njegovega življenja je tako izšlo še pet popravljenih in dopolnjenih izdaj, zadnja leta 1872.